# 弗拉尼奥·米哈利奇
弗拉尼奥·米哈利奇（1920年3月9日—2015年2月14日），克罗地亚男子田径运动员。他曾代表南斯拉夫参加1952年、1956年和1960年夏季奥林匹克运动会田径比赛，其中1956年奥运会获得一枚银牌。